# Limotettix atricapillus
Limotettix atricapillus är en insektsart som först beskrevs av Karl Henrik Boheman 1845.  Limotettix atricapillus ingår i släktet Limotettix, och familjen dvärgstritar. Enligt den finländska rödlistan är arten sårbar i Finland. Enligt den svenska rödlistan är arten sårbar i Sverige. Arten förekommer i Götaland, Gotland och Nedre Norrland. Artens livsmiljö är öppna fattigkärr.